# Chiropteromyza
Chiropteromyza is een geslacht van insecten uit de familie van de afvalvliegen (Heleomyzidae), die tot de orde tweevleugeligen (Diptera) behoort.

## Soort
- C. broersei (de Meijere, 1946)